# Pilispina benevenuta
Pilispina benevenuta är en tvåvingeart som beskrevs av Albuquerque 1957. Pilispina benevenuta ingår i släktet Pilispina och familjen husflugor. Inga underarter finns listade i Catalogue of Life.